# AC Andromedae
AC Andromedae är en ensam stjärna belägen i den norra delen av stjärnbilden Andromeda. Den har en högsta skenbar magnitud av ca 10,77 och kräver ett teleskop för att kunna observeras. Baserat på parallax enligt Gaia Data Release 3 på ca 0,495 mas beräknas den befinna sig på ett avstånd av ca 6 600 ljusår (ca 2 020 parsec) från solen. Den rör sig närmare solen med en heliocentrisk radialhastighet av ca -50 km/s.

## Observation
AC Andromedae rapporterades först vara en variabel stjärna av Paul Guthnick och Richard Prager år 1927. De noterade att den varierade snabbt i ljusstyrka, utan någon urskiljbar period.
AC Andromedas natur är fortfarande inte fastställd. Dess ljuskurva visar tydligt tre radiella pulseringslägen, det grundläggande med en period på 0,71 dygn, och de två första övertonerna på 0,525 respektive 0,421 dygn. Det är då oklart om den tillhör klassen RR Lyrae-variabler eller Delta Scuti-variabler. En annan studie utpekar AC Andromedae som ett mellanliggande objekt mellan klassiska Cepheider och Delta Scuti-variabler. De fysiska parametrarna för själva stjärnan skulle vara olika beroende på vilken klass den tillhör. 
I slutet av 2018 klassificerades AC Andromedae som en sällsynt "triple-mode"-subtyp av dvärgcepheiden (variabel Delta Scuti med hög amplitud).

## Egenskaper

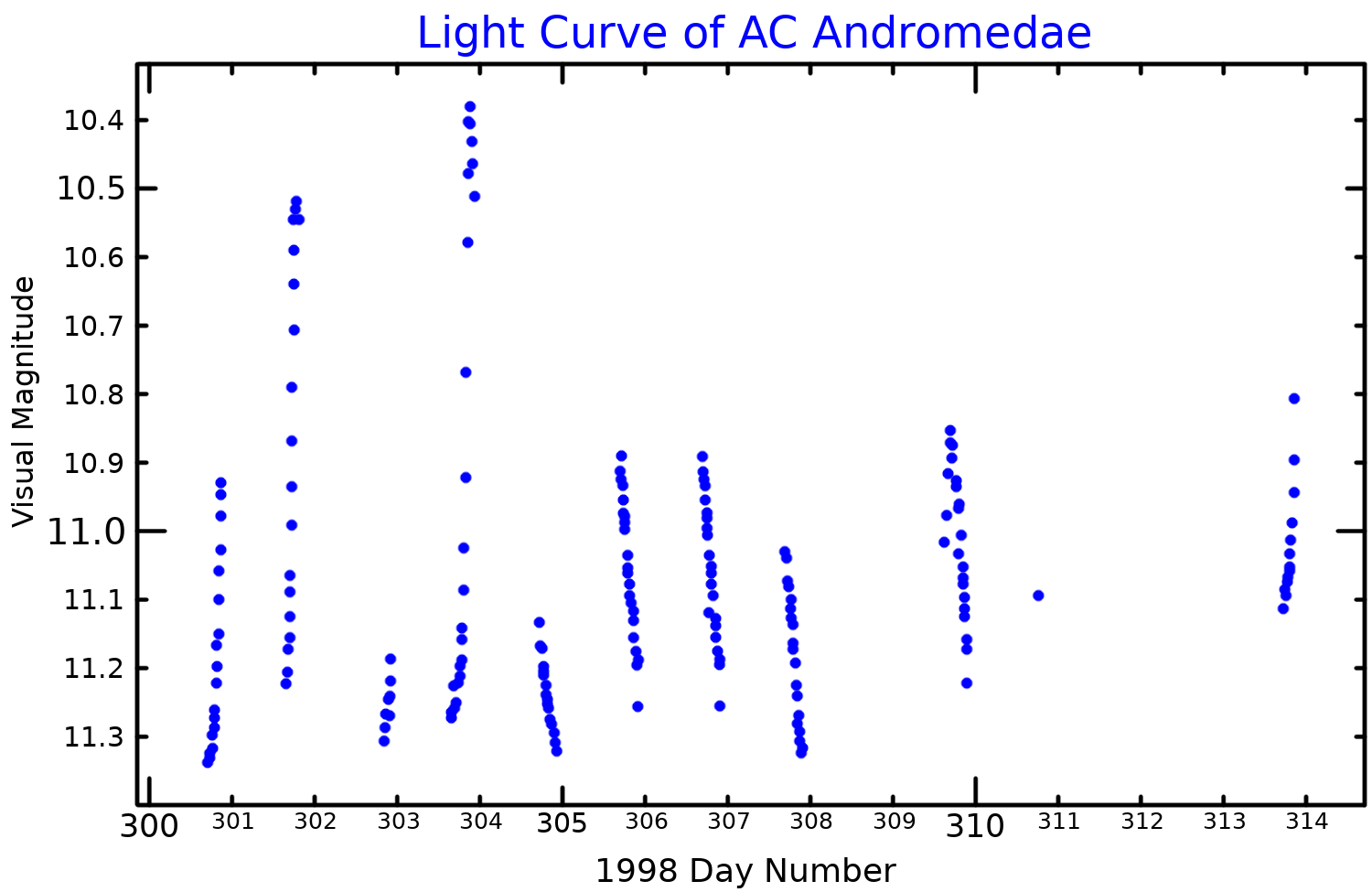
Ljuskurva i visuella bandet för AC Andromedae, anpassad från data presenterade av Peña et. al.

AC Andromedae är en gul till vit stjärna av  spektralklass F4. Den har en massa av ca 3,4 solmassor, en radie av ca 11 solradier och utsänder energi från dess fotosfär motsvarande ca 170 gånger solen vid en effektiv temperatur av ca 6 300 K. Den varierar i skenbar magnitud från maximum 10,77 till minimum 11,9.